# Piedras rai

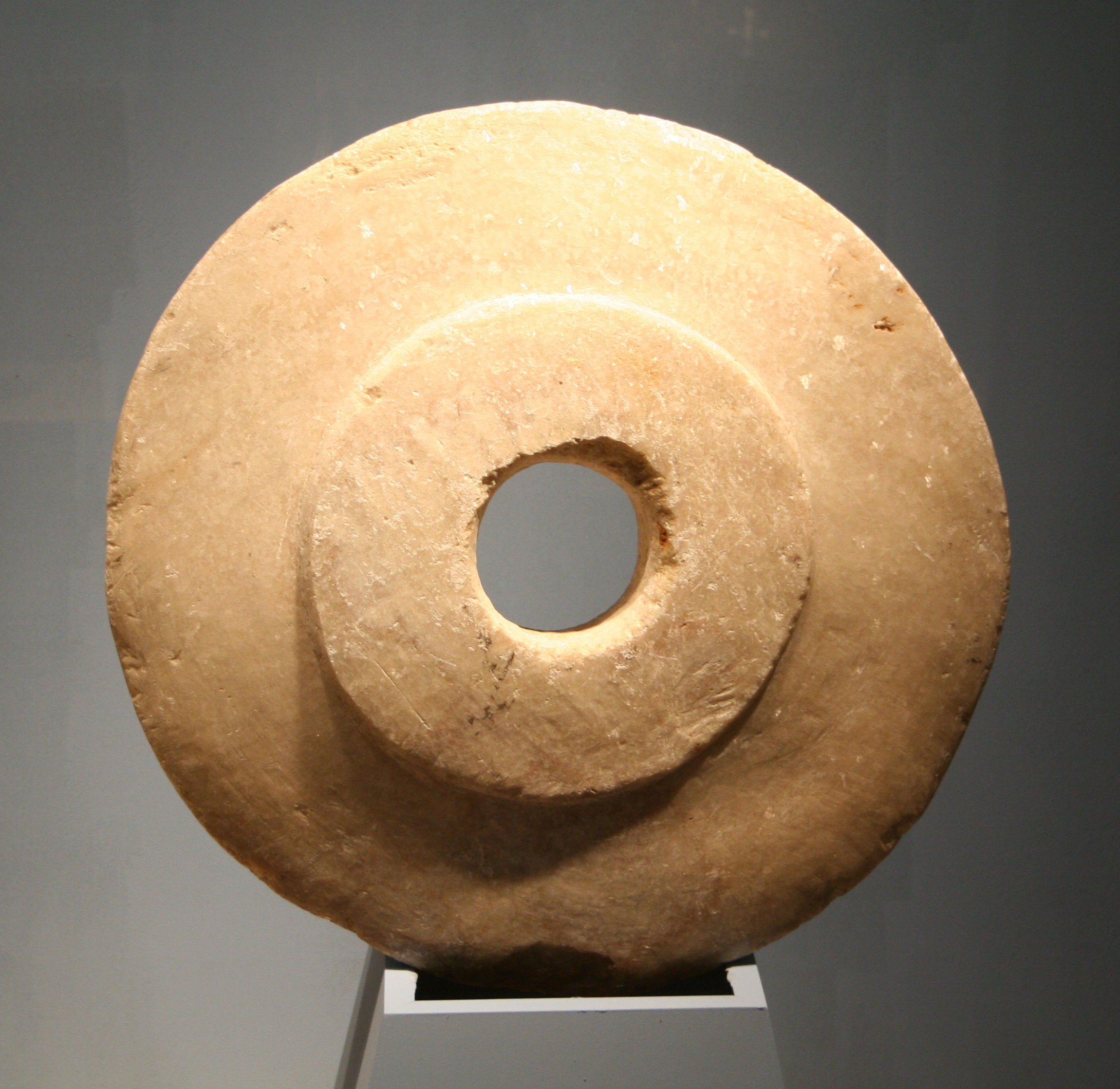
Piedra rai en el Museo de Etnología de Hamburgo

Las piedras rai, o simplemente rai, también llamas fae o faí, son discos circulares de piedra caliza usados como moneda en la isla de Yap, en la Micronesia. Su nombre, rai, significa ballena, debido a la costumbre de esculpir las primeras piedras con la forma de este animal.

## Historia

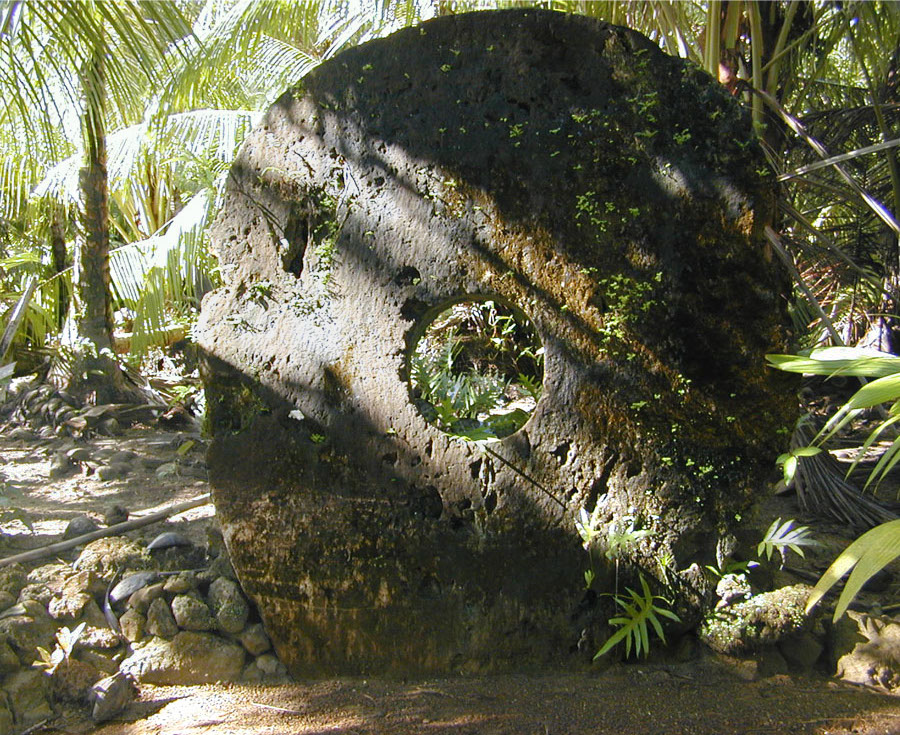
Una gran piedra rai en Gachpar, Yap.

Los habitantes de Yap extrajeron las rocas de caliza de las islas de Palaos, llevándoselas con ellos a Yap en canoas y balsas. La leyenda local dice que los yapeses descubrieron las rocas calizas en Palaos hace unos quinientos o seiscientos años cuando una expedición liderada por un hombre llamado Anagumang arribó a la isla. La caliza no existía en Yap, por lo que resultaba muy preciada por sus habitantes.
Primero, Anagumang ordenó a sus hombres el cortar las piedras con forma de ballena, aunque se terminó por elegir una forma circular, probablemente por su mayor facilidad de transporte. Se colocaba un palo atravesado en el agujero central de la piedra, de forma que los trabajadores pudiesen transportarla con relativa facilidad. Aun así, las piedras de mayor tamaño probablemente requirieron el esfuerzo de cientos de hombres para su transporte. Los habitantes de Palaos exigieron a cambio a los yapeses el pago de cuentas, cocos y copra por el privilegio de explotar las canteras de caliza.
En 1871 David Dean O'Keefe naufragó cerca de Yap, y recibió ayuda de los nativos. Ya restablecido, ayudó a los isleños a adquirir más piedras rai, dándoles útiles de hierro, por lo que recibió en pago copra y trepang, mercancías muy valiosas en el mercado exportador del Lejano Oriente. Debido a la llegada de las herramientas, se incrementó de gran manera el número de piedras existentes, lo que provocó cierto tipo de inflación, que resultó en una depreciación de las piedras obtenidas de esta forma en comparación con las más antiguas.
El comercio de piedras rai se detuvo a comienzos del siglo XX, debido a las disputas comerciales entre los intereses de españoles y alemanes. Las canteras fueron abandonadas. Cuando el Ejército Imperial Japonés llegó a Yap durante la Segunda Guerra Mundial, usaron gran cantidad de piedras para la construcción (tanto de edificaciones como vías de comunicación) o para hacer de anclas.
Aunque la moneda de estilo occidental ha reemplazado a las piedras rai como moneda corriente, estas todavía mantienen su valor, comerciándose de forma tradicional entre los yapeses. Son un símbolo nacional, y constituyen el motivo de las matrículas de los coches locales.

## Forma y valor
Las piedras rai son discos circulares de caliza con un gran agujero en medio. El tamaño de las piedras varía enormemente. Las más grandes son de más de tres metros de diámetro, medio metro de profundidad, con un peso total de cuatro toneladas.
El valor extrínseco de una piedra no sólo se basa en su tamaño y el valor de su artesanía, sino también en la propia historia de la piedra. Si mucha gente murió cuando la piedra fue transportada, o algún famoso navegante fue el que la transportó, el valor de la piedra se incrementa.  Su valor también cambia en función de la posición social del poseedor: vale más la de un "noble" que la de un plebeyo. 
Las piedras se usan en las transacciones sociales como matrimonios, herencias, pactos políticos, como símbolo de alianza o simplemente como pago por comida. Muchas de ellas se encuentran emplazadas frente a templos o caminos importantes. Aunque la propiedad de una piedra puede cambiar, no se suele mover la piedra en sí, a diferencia de las monedas usadas en los países occidentales ya que los habitantes de la zona conocen el nombre y la historia de todos los propietarios de las grandes piedras, incluso las que durante su traslado terminaron en el fondo de mar como resultado de naufragio de las balsas que las transportaban desde su lugar de origen hasta Yap. Debido a la dificultad para moverlas, el empleo de las piedras rai en transacciones no requiere su transacción física: basta con declarar que la piedra ya no te pertenece para que su propiedad sea transferida. La propiedad de cada piedra se registra en la tradición oral de los Yap; una vez que la propiedad haya sido transferida de forma oral, la piedra rai pertenece a su nuevo dueño, sin necesidad de mover la propia. Para que pase a formar parte de la tradición oral, es importante que la propiedad de cada piedra quede clara a todo el mundo, por lo que las transacciones de piedras rai suelen ser ampliamente publicitadas.